# Émile Marot
Pour les articles homonymes, voir Marot.
Émile Marot, né le 19 septembre 1857 à Niort (Deux-Sèvres) et mort le 10 avril 1952 à Niort, est un homme politique français.

## Biographie
Ingénieur ayant étudié au lycée Fontanes de Niort puis à l'université de Poitiers, il développe l'entreprise de machines agricoles fondée par son père Jules et préside la chambre de commerce de Niort de 1900 à 1937.
Maire de Niort de 1904 à 1910 et de 1919 à 1925, conseiller général de 1907 à 1927, il est député des Deux-Sèvres de 1919 à 1924, siégeant au groupe des Républicains de gauche. Il est le beau-père d’Émile Taudière, député des Deux-Sèvres.
Il est à l'initiative en 1923 de la création de la Foire-exposition de Niort.

## Sources
- « Émile Marot », dans le Dictionnaire des parlementaires français (1889-1940), sous la direction de Jean Jolly, PUF, 1960 [détail de l’édition]
- Biographie d'Emile Marot, CCinfos, juin 2013